# Helvia Martínez Verdayes
Helvia Martínez Verdayes (Ciudad de México, 23 de mayo de 1923-Ciudad de México, 12 de febrero de 2022) fue una modelo mexicana conocida por haber sido la modelo de la escultura de la fuente monumental "La Diana Cazadora", cuyo nombre real es "La Flechadora de las Estrellas del Norte".

## Biografía

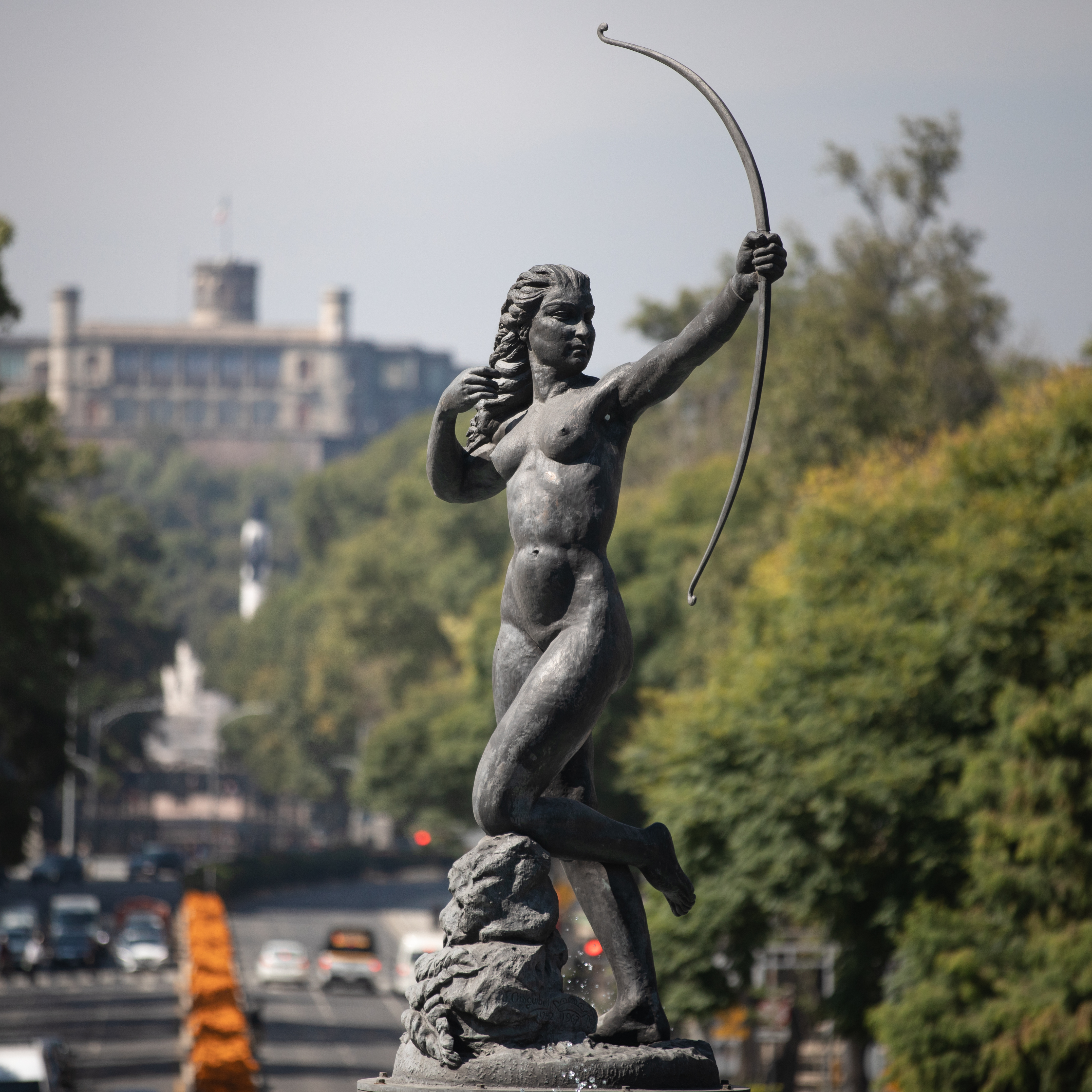
Escultura de la Diana Cazadora para la que fue modelo.

En 1942 teniendo solamente 20 años de edad y siendo secretaria en las oficinas de Petróleos Mexicanos; el arquitecto Vicente Mendiola Quezada y el escultor Juan Fernando Olaguíbel, le invitaron a posar para una obra que el entonces presidente de México Manuel Ávila Camacho había encargado: "La Flechadora de las Estrellas del Norte", popularmente conocida como la Diana Cazadora.
Diez años después, en el año de 1952 vuelve a posar para un monumento en conmemoración a la Expropiación Petrolera de México, mismo que hoy en día permanece en la llamada Fuente de Petróleos en la Avenida Reforma de la Ciudad de México.
Admitió haber ocultado la verdad respecto a su participación como modelo en "La Diana Cazadora", por temor a perder su trabajo y posición debido a la reacción del sector ultraconservador de México de aquella época. En 1992 revela el secreto a través de un libro de su autoría titulado "El Secreto de la Diana Cazadora", donde cuenta su historia, poniéndole nombre, apellido y rostro al famoso icono de la Ciudad de México.
Era viuda de Jorge Díaz Serrano, exdirector de Petróleos Mexicanos (PEMEX).

## Muerte
El 12 de febrero de 2022, Verdayes falleció a los 98 años de edad en Ciudad de México. Fue cremada y sus cenizas se depositaron en la Catedral Metropolitana de la Ciudad de México.